# Флакуртия индийская
Флаку́ртия инди́йская (лат. Flacourtia indica) — вид растений из рода Флакуртия (Flacourtia) семейства Ивовые (Salicaceae), произрастающий в Африке, тропических и субтропических областях Азии. Культивируется как плодовое растение.

## Название
Это растение известно также под обиходными названиями: англ. batoko-plum, governor's-plum, Indian-plum, Madagascar-plum; фр. marromse, prunier de Madagascar; нем. Ramontchi; порт. ameixa-de-Madagascar; исп. ciruela gobernadora.

## Ботаническое описание
Кустарник или дерево высотой до 4 метров с желтовато-серой трещиноватой корой. Молодые ветви с колючками, старые обычно не колючие. 
Листья длиной до 4 см, овальные или яйцевидные с закруглённым кончиком и неравномерными грубыми зазубринами по краю листовой пластинки. Черешки листьев короткие, красноватые. 
Цветки без лепестков, с 5—6 желтоватыми чашелистиками, собраны в короткие кистевидные соцветия. 
Плоды округлые, диаметром 8—10 мм с блестящей коричневато-фиолетовой кожицей и плотной сочной мякотью, ароматной, кисло-сладкого вкуса. Содержат 5—6 плоских бежевого цвета семян, расположенных звездообразно вокруг центра плода.

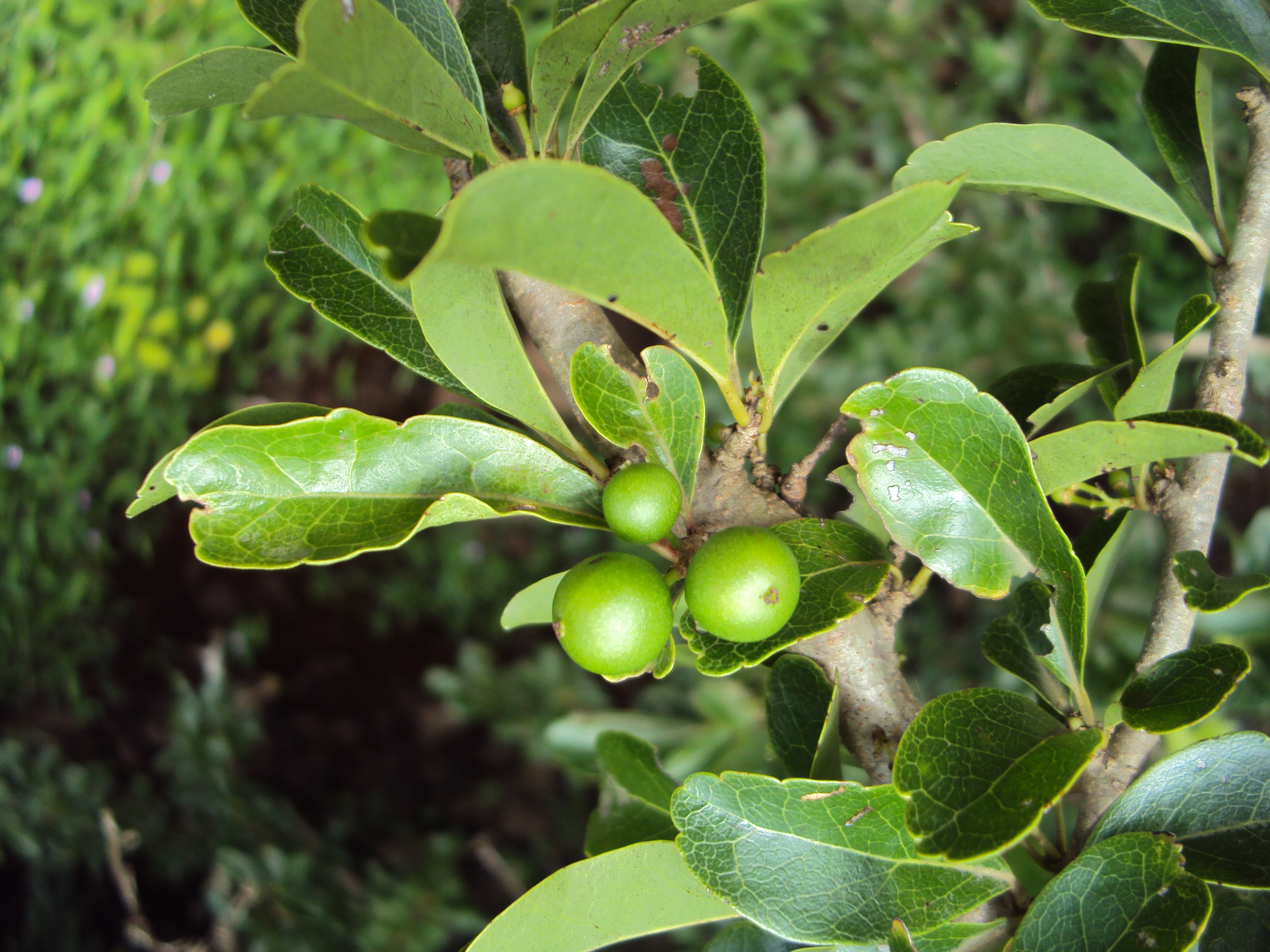
Плоды

## Значение и применение
Плоды флакуртии индийской едят в свежем виде вместе с кожицей и семенами, а также консервируют с сахаром.